# Amigo de Peniche

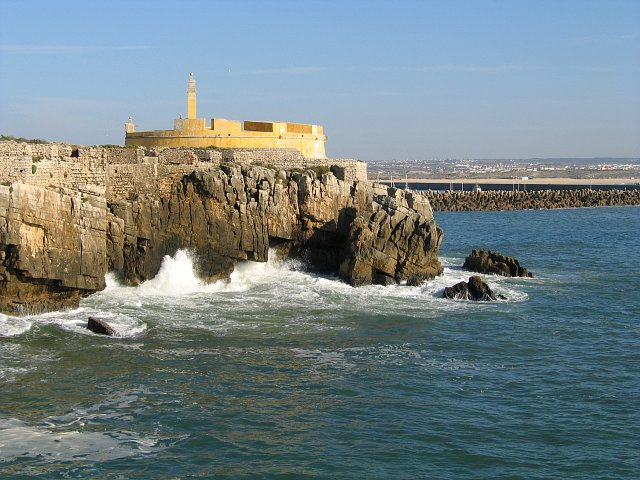
Praça-forte de Peniche, Peniche, Portugal.

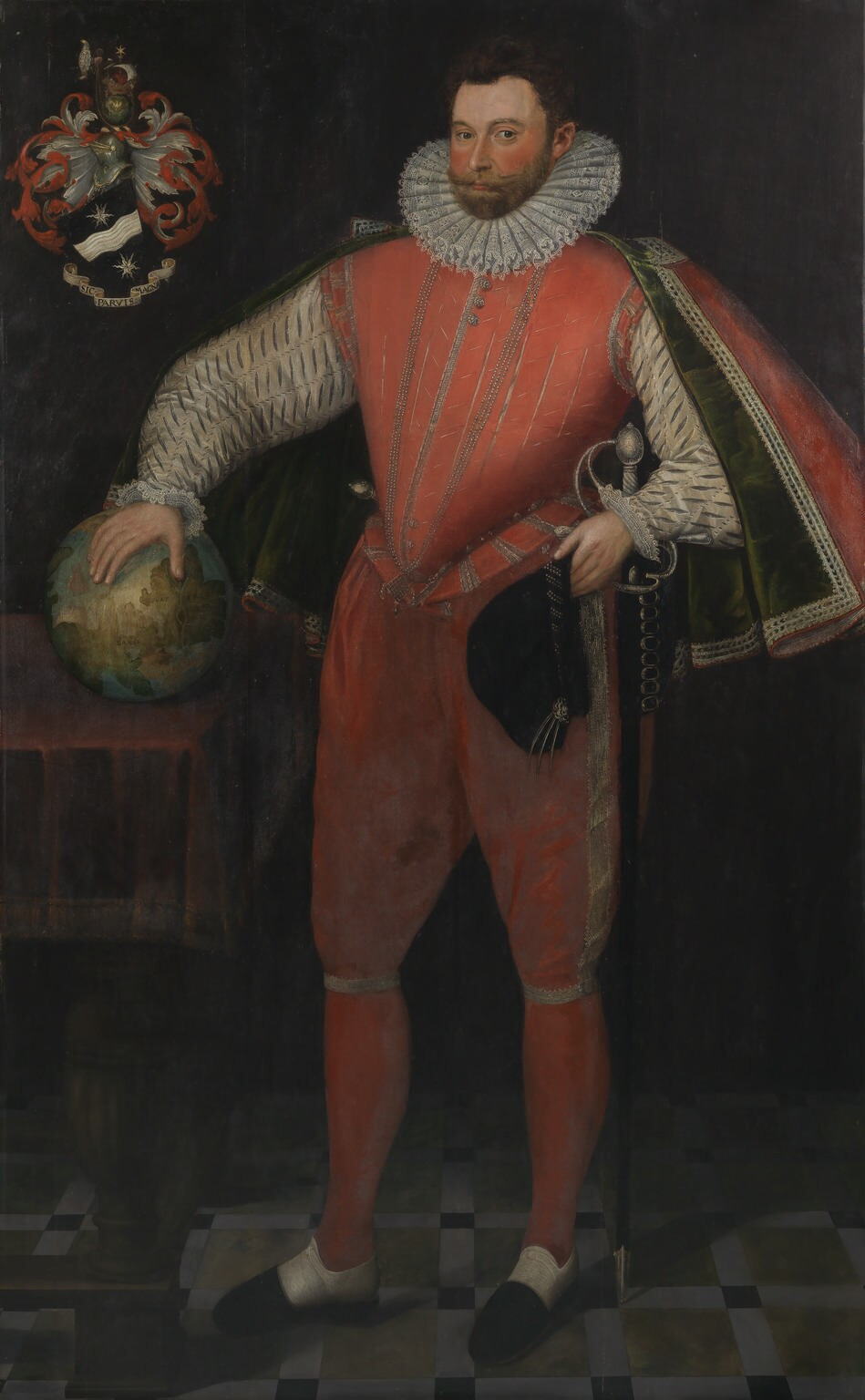
Sir Francis Drake (após 1580).

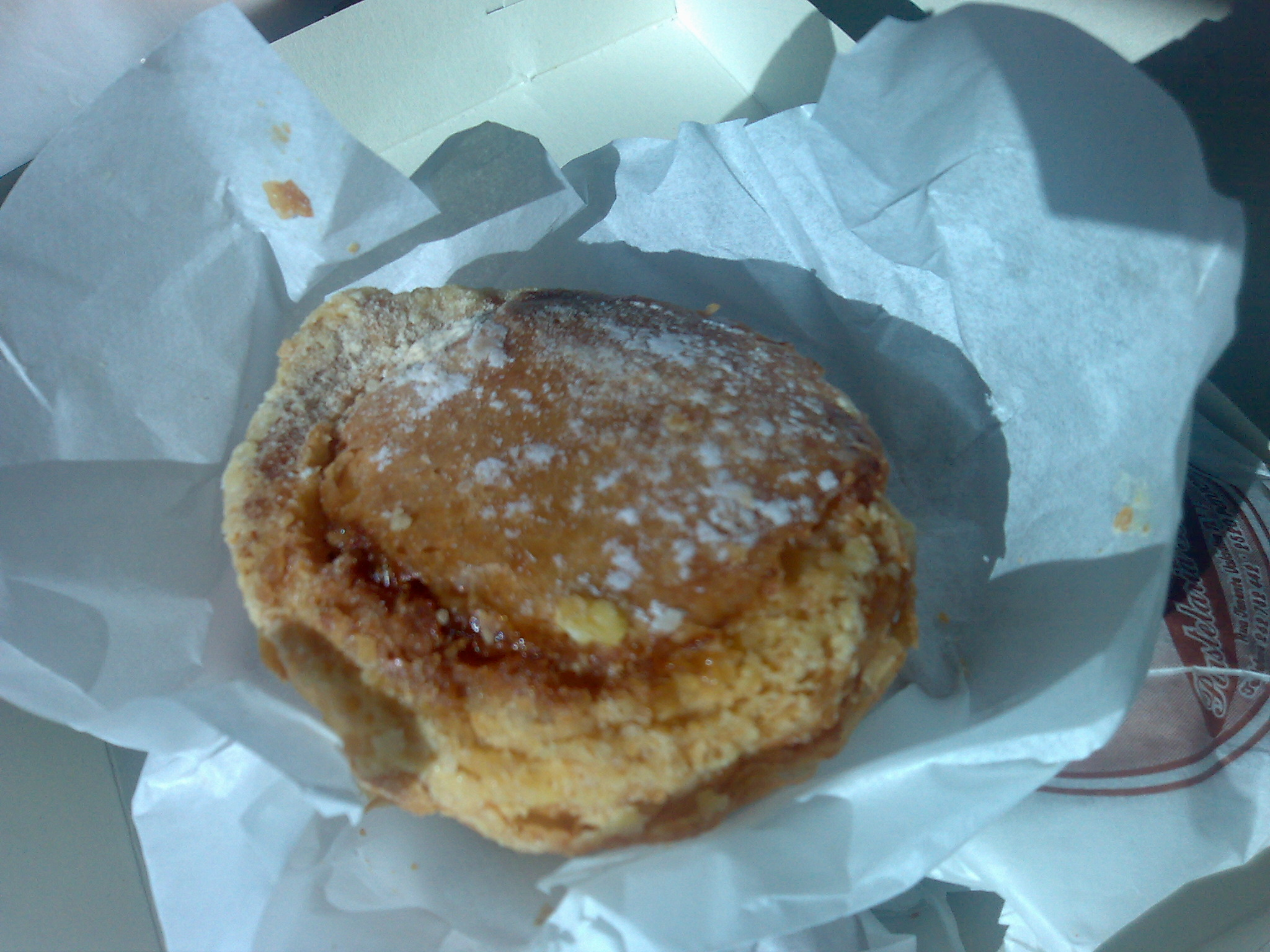
Amigo de Peniche, doce típico de Peniche.

Amigo de Peniche é uma expressão idiomática de Portugal que se refere a um falso amigo — um parceiro desleal que não merece confiança e está apenas interessado em receber à custa de outros sem oferecer nada em troca. É o equivalente da expressão amigo da onça do Brasil, também usada em Portugal.

## História
A expressão tem origem no contexto da crise de sucessão de 1580, quando Filipe II de Espanha obteve a coroa portuguesa em detrimento de D. António, Prior do Crato.
Em 26 de Maio de 1589, uma força de 6500 soldados ingleses desembarcou na praia da Consolação, próxima de Peniche, sob o comando de Robert Devereux, 2.º Duque de Essex. Fazia parte de uma expedição militar de 140 navios e 27 600 homens (ou 20 000 homens e 170 navios) sob o comando de Francis Drake e pelo almirante John Norris, com ordens de Isabel I da Inglaterra para recolocar D. António no trono de Portugal e restaurar a soberania portuguesa. Simultaneamente com a legitimidade de respeitar a Aliança Luso-Inglesa, Isabel I desejava impedir os esforços espanhóis de reconstituição do poderio naval após a derrota da Invencível Armada, e evitar uma nova tentativa de invasão espanhola à Inglaterra.
A ação militar começou com sucesso: a Praça-forte de Peniche caiu em poder dos homens de Essex e a guarnição portuguesa, submetida ao comando espanhol, não opôs grande resistência. Enquanto as tropas que desembarcaram rumavam por terra a Lisboa, o resto da frota, sob o comando de Francis Drake, seguiu para Cascais. Os objectivos da invasão eram cercar Lisboa por terra e por mar, e ocupar os Açores de modo a cortar a rota da prata espanhola.
A palavra foi passando entre os portugueses: "Vem aí os nossos amigos, que desembarcaram em Peniche…", mas no caminho para Lisboa as forças inglesas mereceram a desconfiança portuguesa ao saquear Atouguia da Baleia, Lourinhã, Torres Vedras, e Loures. Às portas da capital as forças terrestres colocaram-se inicialmente no Monte Olivete (atual freguesia de São Mamede) mas mudaram-se para a Boa Vista, o Bairro Alto e depois para a Esperança, quando D. Gabriel Niño abriu fogo com os canhões do Castelo de São Jorge. A artilharia prometida por Isabel I a D. António não viajara na expedição, o que limitava a capacidade de resposta dos ingleses.
Os ingleses é que não esperavam era que o Duque de Bragança, D. Teodósio II, como grande rival político de D. António que era e como condestável de Portugal, ao perceber que as forças que avançavam não tinha o apoio necessário para vencer, põe-se a favor dos castelhanos. É por esta razão, à frente de um exército de 6.000 homens e portugueses, reforça as defesas de Lisboa.
Em Cascais, Francis Drake aguardava a entrada terrestre em Lisboa para cercar a cidade no rio Tejo; mas os homens de John Norris foram ineficazes no ataque à capital bem fortificada e melhor defendida, onde os espanhóis tinham reforçado a guarnição e a repressão. As prisões estavam cheias, as execuções de resistentes sucediam-se. Entretanto, os patriotas dentro das muralhas que estavam prontos a combater e sabiam do desembarque inglês interrogavam-se: "Que se passa com os nossos amigos que desembarcaram em Peniche? Quando chegam os nossos amigos de Peniche?"
O empenho dos portugueses na ação militar também falharia. De modo a conseguir o apoio militar de Inglaterra, D. António recorrera ao argumento de que as populações portuguesas se sublevariam ao seu lado contra os espanhóis, de tal modo que talvez nem fosse necessário combater. Mas a ocupação assentava numa repressão feroz, reforçada com a ameaça da invasão, e o levantamento popular não aconteceu.
Menos de um mês depois do desembarque, a expedição inglesa regressou à armada ancorada em Cascais, deixando os portugueses adeptos do prior do Crato a perguntar-se o que era feito daqueles "amigos de Peniche". Mais atacados pela peste do que em combate, os ingleses tinham sofrido danos importantes sem alcançar qualquer dos objectivos. Desde esse tempo, a expressão "amigos de Peniche" passou a designar todos os falsos amigos.

## Consequências culturais
Existe uma outra lenda, sem fundamento histórico, sobre a origem da expressão: durante o cerco a Lisboa, nas invasões napoleónicas, a população de Peniche teriam prometido transportar víveres por mar para o porto da capital. Mas nunca teriam aparecido, nem sequer tentado, e as pessoas no porto ficaram a desesperar pelos "amigos de Peniche".
Devido à imagem negativa que os penichenses acarretam devido à expressão, a Câmara Municipal de Peniche divulgou e realizou uma encenação da versão histórica dos acontecimentos, com os objectivos de repelir o anátema e "identificar os autênticos amigos de Peniche". A encenação teve lugar na Fortaleza de Peniche em 27 de Maio de 2006.